# Адаткан
Адаткан — река в России, протекает по Шебалинскому и Усть-Канскому районам Республики Алтай. Устье реки находится в 248 км по левому берегу реки Песчаная. Длина реки составляет 21 км.

## Данные водного реестра
По данным государственного водного реестра России, относится к Верхнеобскому бассейновому округу, водохозяйственный участок реки — Обь от слияния рек Бия и Катунь до города Барнаул, без реки Алей, речной подбассейн реки — бассейны притоков Верхней Оби до впадения Томи. Речной бассейн реки — Верхняя Обь до впадения Иртыша.